# 龙宫弹头螺
龙宫弹头螺（学名：Baryspira rubiginosa albocallosa），是新腹足目榧螺科Baryspira属的一种。主要分布于台湾，常栖息在浅海沙底。